# برق عديم الرعد

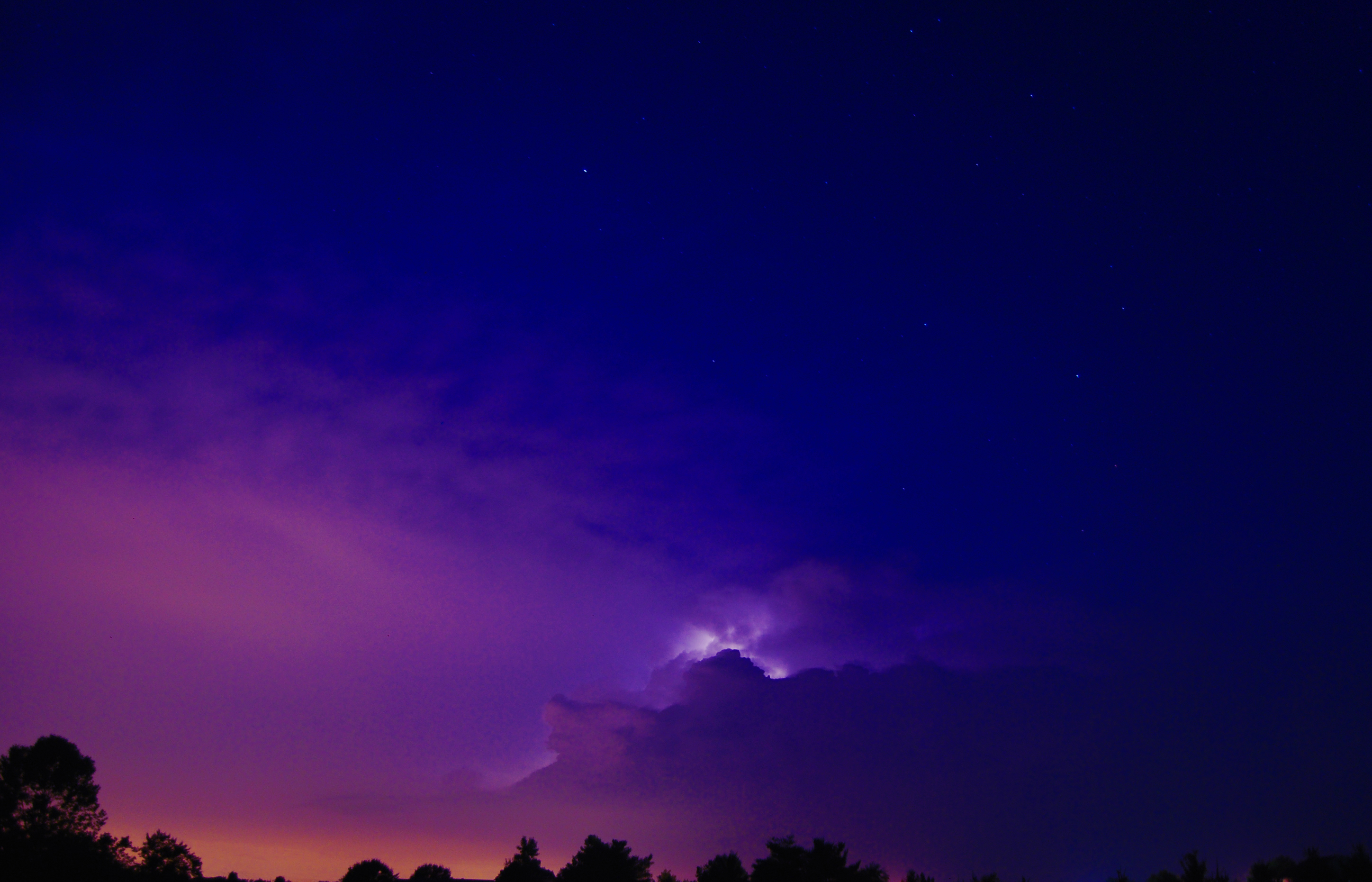
وميض برق يرى من مسافة بعيدة.

البرق عديم الرعد (ملاحظة 1) هو نوع من أنواع البرق الذي يظهر كوميض ضوئي دون أن يصاحبه صوت الرعد يُرى عادةً فوق الأفق خلال ليالي الصيف.
أعطي وميض البرق هذا الاسم وذلك لملاحَظَته من مكانٍ بعيدٍ عن مكان العاصفة الرعدية، بحيث أنّ الموجات الصوتية تتشتّت قبل أن تصل أسماع المراقب. يدعى هذا النمط في اللغة الإنجليزية بشكل مغلوط باسم Heat lightning.